# Drupadia javanicus
Drupadia javanicus är en fjärilsart som beskrevs av Lambertus Johannes Toxopeus. Drupadia javanicus ingår i släktet Drupadia och familjen juvelvingar. Inga underarter finns listade i Catalogue of Life.